# عبدالله گله‌داری
شیخ عبدالله گله‌داری (۳ امرداد ۱۲۹۳ بندرعباس – ۱۸ آبان ۱۳۷۶ لس آنجلس) از سرمایه‌داران جنوب ایران و نماینده بندرعباس در دوره چهاردهم مجلس شورای ملی بود. او به انگلیسی بودن شهرت داشت و رابط محرمانه شاه با سفارت انگلیس بود.

## پیشینه خانوادگی
پدرش شیخ احمد رشیدالتجار به نوشته سدیدالسلطنه نویسنده کتاب التدقیق فی سیر الطریق اولین ثروتمند و متمول ایران محسوب می‌شده و پدربزرگش شیخ عبدالله گله‌داری، شیخ طریقت قادری بوده و از این رو اولادش نیز شیخ نامیده می‌شدند. خانواده گله‌داری از بزرگان بندر لنگه و بندر عباس و جنوب ایران و از ثروتمندترین تاجران زمان خود و صاحب کشتی‌های بادبانی بوده‌اند.
عبدالله گله‌داری در هند تحصیل کرد. سپس سال‌ها در سرزمین‌های عربی حاشیه جنوبی خلیج فارس زندگی کرد و به گفته خودش به زبان‌های انگلیسی، آلمانی، عربی و هندی تسلط داشت.
رضا شاه پهلوی پس از استعفا از سلطنت و خروج از ایران در شهریور ۱۳۲۰ از بندرعباس ایران را ترک گفت. به نوشته وزیر دربار او، مدیرالملک جم که در این سفر همراهش بوده:

«شدت گرمای بندر عباس مخصوصاً یک ساعت قبل از عزیمت رضا شاه به حدی بود که حاج شیخ احمد گله‌داری، بازرگان بندر عباس مقداری یخ به عنوان بهترین تحفه به شاه تقدیم داشت. یخ در آن گرمای شدید بندرعباس نعمتی بود. شاه با مشاهده یخ، دست در جیب بردند و پانزده سکه پهلوی طلا را درآوردند تا به آقای شیخ احمد گله‌داری بدهند. عرض کردم ایشان از مکنت و ثروت برخوردارند اجازه بفرمایید پس از بازگشت به تهران در مقام تقدیر از رفتار او برآیم».

پس از این ماجرا عبدالله گله‌داری به ایران بازمی‌گردد و به تهران می‌رود و عضو «کلوپ تهران» می‌شود که متعلق به انگلیسی‌ها بود. از همان زمان ارتباط نزدیکی با سفارت انگلیس در تهران پیدا می‌کند.

## فعالیت سیاسی
در نخستین انتخاباتی که پس از شهریور ۱۳۲۰ برگزار شد، گله‌داری در سال ۱۳۲۳ به نمایندگی بندرعباس به مجلس شورای ملی راه یافت (دوره چهاردهم). البته انتخابات بندرعباس جنجالی شد و به اعلام جرم علیه علی سهیلی نخست‌وزیر وقت و وزیر کشورش سید محمد تدین و محاکمه آن دو انجامید که به خواست شاه، قصد داشتند دکتر مصطفی مصباح‌زاده مدیرمسئول روزنامه کیهان را نماینده بندرعباس کنند.
انتخابات بندرعباس که حوزه انتخابیه‌اش در آن زمان همه استان هرمزگان کنونی را در بر می‌گرفت، ابتدا از ۲۶ امرداد ۱۳۲۲ آغاز شد اما به سبب اعتراض نسبت به دخالت دولت، این انتخابات توقیف شد و دوباره در فروردین و اردیبهشت ۱۳۲۳ برگزار شد که در آن، شیخ عبدالله گله‌داری از مجموع ۱۲۷۱۳ رأی که به صندوق‌ها ریخته شد، ۱۰۷۸۰ رأی به دست آورد و به مجلس راه یافت.
گله‌داری در مجلس عضو فراکسیون ۴۶ نفره میهن به رهبری دکتر طاهری شد که اعضایش دور سید ضیاءالدین طباطبایی گردآمده بودند و به ارتجاعی بودن و پیروی از سیاست‌های انگلیس شهرت داشتند. گله‌داری از آن پس نقش رابط محرمانه میان شاه و سفارت انگلیس را نیز بازی می‌کرد.
او سپس به آمریکا مهاجرت کرد و به شهروندی آمریکا درآمد و به عنوان نماینده چند کمپانی آمریکایی در دوبی و کویت فعال شد و در این مناطق به معامله املاک نیز می‌پرداخت. پس از پیروزی انقلاب تلاش کرد با علی‌اکبر ولایتی وزیر امورخارجه ملاقات کند اما موفق نشد و نامه‌هایی به برخی مقام‌های نظام نوشت که بی‌پاسخ ماند. او در اواخر عمر میان لس آنجلس، به سخنرانی‌های مذهبی می‌پرداخت و امور دینی مانند عقد ازدواج و کفن و دفن اموات را انجام می‌داد.